# Calclacita
La calclacita es un mineral pentahidratado y compuesto orgánico cuyo nombre hace referencia a sus iones Calcio (Ca+2 ), Cloro (Cl−) y Acetato (CH3COO−) con el sufijo -ita. Es uno de los pocos compuestos organometálicos naturales que se conoce.

## Características
La calclacita es un compuesto orgánico cuya fórmula empírica es Ca(CH3COO)Cl·5H2O y su fórmula estructural CaCl2·Ca(CH3COO)2·10H2O. Forma cristales en el sistema monoclínico, con eflorescencias sedosas pilosas de hasta 4cm de largo.
Se presenta en forma de largas y delgadas agujas incoloras y flexibles, con un aspecto cristalino.
Según la clasificación de Nickel-Strunz, la calclacita es una sal de ácido orgánico y se presenta con formicaita (formato de calcio), acetamida, dashkovaita (acetato de magnesio), paceita (acetato de cobre y calcio) y hoganita (acetato de cobre). Ya que los demás minerales de acetato son de características similares, se cree que la calclacita es de color blanco y su dureza en la escala de Mohs es de 1,5.

## Formación
La calclacita se forma sobre muestras de rocas calcáreas, fósiles y fragmentos cerámicos, por la acción del ácido acético producido a partir del roble de los armarios de almacenamiento de los museos.
En los laboratorios se sintetiza mediante la lenta evaporación de una solución equimolecular de cloruro de calcio (CaCl2) y acetato de calcio (Ca(CH3COO)2)